# Punta Budden (Alpi Pennine)
La Punta Budden (3.630 m s.l.m.) è una montagna delle Alpi del Weisshorn e del Cervino nelle Alpi Pennine. Si trova in Valle d'Aosta tra la Valpelline e la Valtournenche.

## Descrizione

### Toponimo

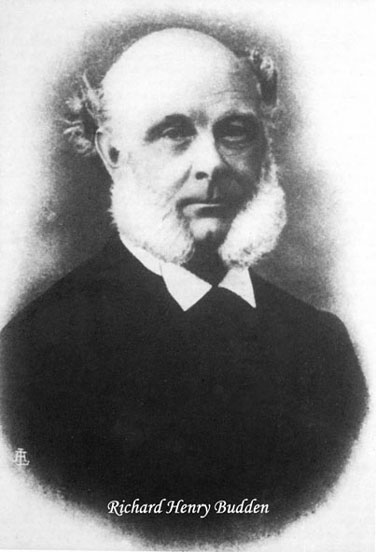
Richard Henry Budden (1826-1895).

La cima prende il nome da Richard Henry Budden (vissuto nel secolo XIX), socio dell'Alpine Club e del Club Alpino Italiano, fondatore della Sezione di Aosta del C.A.I., storico presidente della Sezione Fiorentina e benemerito della Biblioteca Alpina di Lucca che a lui è oggi intitolata.

### Conformazione
La sua cima fa parte della cresta denominata Petites Murailles. A nord della montagna si allunga la cresta delle Grandes Murailles.
Si eleva tra il col Budden e la Breche des Petites Murailles, è una cima a forma di piramide triangolare, le sue creste in parte nevose ricordano nelle loro linee e nei loro profili la Becca di Luseney e la Becca Rayette. 

## Ascensione alla vetta
La prima ascensione risale all'estate del 1904 ad opera di Ugo De Amicis e Guido Rey con le guide Aimé e Ange Maquignaz e Joseph Pession.
Si può salire sulla vetta con un impegnativo itinerario alpinistico partendo da Cervinia, passando dal Rifugio Bobba (2.771 m) e dal Col Budden dov'è ubicato il Bivacco Paoluccio (3.572 m) . Più facilmente si può raggiungere la medesima dal versante della Valpelline.
La cima viene anche raggiunta dalla traversata delle Petites Murrailles.